# Tabanus yannanensis
Tabanus yannanensis är en tvåvingeart som beskrevs av Liu och Wang 1977. Tabanus yannanensis ingår i släktet Tabanus och familjen bromsar. Inga underarter finns listade i Catalogue of Life.